# (18113) Bibring
(18113) Bibring (2000 NC19) – planetoida z grupy pasa głównego asteroid okrążająca Słońce w ciągu 3,47 lat w średniej odległości 2,29 j.a. Odkryta 5 lipca 2000 roku.